# Аслоновичи
Аслоновичи (пол. Asłanowicz) — дворянский род.
Происходит из польского шляхетства. В грамоте польского короля Августа III в 1763 году дворянин и судья Доминик Аслонович, за похвальное знание законов и к делам способности, пожалован чином королевского секретаря.
Дети Доминика: Симон, Варфоломей, Осип и Иван Аслоновичи, состоящие в шляхетном достоинстве, по указу Императора Александра I, от 30 апреля 1805 года, выключены из мещанского оклада.

## Описание герба
В голубом поле серебряный полумесяц, рогами обращённый вверх и имеющий на концах по золотой шестиугольной звезде, а из середины его летит вверх стрела.
Щит увенчан дворянскими шлемом и короной. Нашлемник: три страусовых пера, пробитые стрелой влево. Намёт на щите голубой, подложенный золотом. Герб рода Аслоновичей внесён в Часть 9 Общего гербовника дворянских родов Всероссийской империи, стр. 135